# Тышковцы
Ты́шковцы (укр. Тишківці) — село в Городенковской городской общине Коломыйского района Ивано-Франковской области Украины.
Население по переписи 2001 года составляло 1582 человека. Занимает площадь 31,7 км². Почтовый индекс — 78124. Телефонный код — 03430.

## Известные жители и уроженцы
- Скицко, Мария Алексеевна (1928—2006) — Герой Социалистического Труда.
- Шухевич, Владимир Иосифович (1849-1915) - Украинский общественный деятель